# Jätteprickfisk
Jätteprickfisk (Lampanyctus crocodilus) är en djuphavsfisk i familjen prickfiskar.

## Utseende
Jätteprickfisken blir upp till och med 30 cm lång, vilket som namnet antyder är större än de flesta andra prickfiskar. Kroppen är i grunden mörkt färgad, och dess sidor bär flera punktformade lysorgan som emitterar ljus genom så kallad bioluminiscens. Ytterligare tre likadana lysorgan återfinns på varje gällock.

## Utbredning
Arten förekommer i Atlanten, från Mauretanien i söder, till Kanada, södra Grönland, Island, Brittiska öarna och Färöarna i norr. Den lever även i Medelhavet.
Jätteprickfisken lever i allmänhet på stora djup, ned till omkring 2 000 meter, men förekommer i exempelvis Ungavabukten i Kanada på så grunda vatten som 46 meter. Det är framför allt ungfiskar som tenderar att leva på mindre djup, men de rör sig å andra sidan över större områden än de äldre.

## Föda
Födan består främst av zooplankton såsom hoppkräftor och pungräkor, men den kan även ta benfiskar, till exempel storfjällig rundkäftfisk (Cyclothone microdon).